# Guy de La Brosse
Guy de La Brosse (Roan, 1586-París, agosto de 1641) fue un botánico, médico, y farmacéutico francés. Fue facultativo de Luis XIII de Francia, también fue notable por la creación de un gran jardín botánico de hierbas medicinales, encargado por el rey. Ese jardín, el Jardin des Plantes (originalmente Jardín del Rey) fue el primero de París.

## Biografía
Guy de La Brosse, doctor de Luis XIII, obtuvo permiso real el 6 de julio de 1626 para fundar, en París, un jardín herbalista destinadoo a plantas útiles medicinales para reemplazar el de Montpellier creado por Enrique IV de Francia. Sin embargo, ese proyecto tomó un tiempo para llegar a buen término ya que la Facultad de Medicina de París, consideraba al jardín como competencia de sus actividades, y además porque La Brosse deseaba enseñar botánica y química allí.
El jardín, llamado "Jardin du roi" , no se inauguró oficialmente hasta 1640, más de cinco años después de su creación real. Para calmar las críticas universitarias, el rey solo autorizó un profesor sin título en el jardín, dejando al jardín sin supervisión.

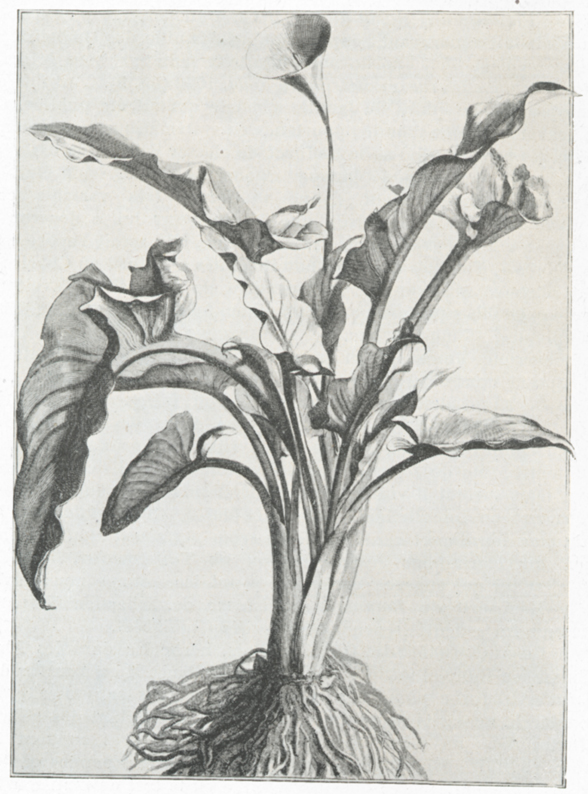
Calla aethopica, dibujada por Abraham Bosse, 1640

En 1628 La Brosse publicó "Dessin du Jardin Royal pour la culture des plantes médicinales". Y se publicó de nuevo con cinco xilografías complementarias, en 1640. Contenía la naturaleza, la virtud y el uso de las plantas medicinales, un catálogo de las plantas cultivadas en esa época, y un plan de la huerta.
En 1631, publicó "Avis pour le Jardin royal des plantes" ("Consejos para el Real Jardín"). La Brosse también planeaba publicar una "Recueil des plantes du Jardin du Roi" (Colección de plantas), acompañado por cuatrocientas planchas de cobre atribuidas a Abraham Bosse (1602-1676), pero su deceso privó a La Brosse de ese deseo. Los herederos de Guy de La Brosse, desfortunadamente vendieron esas placas de cobre a un fabricante de calderas por el peso del metal. Guy-Crescent Fagon, sucesor de La Brosse en el puesto de Supervisor del Jardin du Roi, pudo, después de mucho esfuerzo, hallar cincuenta de ellas. Con el tiempo, Sebastien Vaillant y Antoine de Jussieu suministraron una colección de 24 ejemplares.

## Eponimia
Género
- (Ericaceae) Brossea Kuntze[1]

Especies
- (Asteraceae) Centaurea × brosseana Bonnet[2]